# Sainte-Colombe-sur-Guette
Sainte-Colombe-sur-Guette település Franciaországban, Aude megyében. Lakosainak száma 40 fő (2022. január 1.). Sainte-Colombe-sur-Guette Artigues, Axat, Counozouls, Montfort-sur-Boulzane, Roquefort-de-Sault és Salvezines községekkel határos.

## Népesség
A település népessége az elmúlt években az alábbi módon változott:
| Lakosok száma | 86   | 64   | 58   | 47   | 49   | 48   | 46   | 45   | 45   | 40   |
|               | 1968 | 1982 | 1990 | 2006 | 2013 | 2015 | 2017 | 2019 | 2020 | 2022 |